# Brut172
Brut172 is een restaurant in het Limburgse dorp Reijmerstok van chef-kok Hans van Wolde. De eetgelegenheid heeft sinds 29 maart 2021 twee Michelinsterren.

## Locatie
Het restaurant is gelegen in het zuiden van Limburg, zo'n 15 kilometer ten oosten van Maastricht. De eetgelegenheid is gesitueerd in een voormalig boerderij. Deze verkeerde in een slechte staat, vrijwel alles is opnieuw opgebouwd.

## Geschiedenis

### Ontstaan
In september 2017 maakte eigenaar Hans van Wolde zijn plannen voor het nieuw restaurant bekend. Eind 2018 verkocht eigenaar Hans van Wolde zijn vorige zaak, restaurant Beluga in Maastricht, onderscheiden met twee Michelinsterren.

### Opening
Na een grootschalige verbouwing opende Brut172 op 6 maart 2020 officieel de deuren. Het eerste deel van de naam van de eetgelegenheid refereert naar oerkracht en is een knipoog naar champagne. Het cijfer refereert naar het aantal meters dat de locatie van het restaurant boven NAP ligt.
De eetgelegenheid heeft 24 zitplaatsen en een chefs table voor 7 personen. Daarnaast bevinden zich ook 4 hotelkamers in het gebouw. Enkele dagen na de opening van het restaurant moest het noodgedwongen een periode sluiten vanwege de coronapandemie.

### Erkenning
De eetgelegenheid werd in 2021 opgenomen in de culinaire gids van de Franse bandenfabrikant, met direct twee Michelinsterren. De Nederlandse culinaire gids Lekker heeft Brut172 in 2022 voor het eerst opgenomen in de gids. Ze zijn binnengekomen op plaats 4 van beste restaurants van Nederland, in de gids van 2024 stonden ze op plaats 2 en in 2025 op de eerste plaats. De zaak werd na de voorgaande twee jaren in 2025 opnieuw onderscheiden met 18,5 punt in de GaultMillau-gids.

## Trivia
- De totstandkoming van het restaurant is vastgelegd door RTL4 en uitgezonden in een 9-delig programma genaamd Brut.[8][1]